# Вировець В'ячеслав Гаврилович
В'ячеслав Гаврилович Вировець (нар. 5 березня 1937, Іскрисківщина, Білопільський район, Харківська область, Українська РСР, СРСР (нині — Сумського району Сумської області) — пом. 26 березня 2021, Глухів, Шосткинський район, Сумська область) — радянський і український агроном, вчений-селекціонер у галузі коноплярства, Доктор сільськогосподарських наук (1992), професор (2000), автор високоволокнистих, безнаркотичних сортів конопель.

## Біографія
Народився 5 березня 1937 в селі Іскрисківщина Сумської області в багатодітній селянській родині.
Закінчивши середню школу, вступив до Іскрисківщанського сільськогосподарського технікуму, який закінчив з відзнакою в 1956 році, отримавши диплом молодшого агронома-рільника. З 1956 по 1959 рік проходив строкову службу в лавах радянської армії. З 1959 по 1964 рік навчався на відділенні селекції і насінництва факультету агрономії Харківського сільськогосподарського інституту.
Після закінчення навчання Г. І. Сенченко та Г. І. Арінштейн запросили його на посаду наукового співробітника відділу селекції Всесоюзного науково-дослідного інституту луб'яних культур в Глухові. У 1971 році Вировець захистив кандидатську дисертацію в Інституті рослинництва імені М. І. Вавилова з теми «Вивчення продуктивності різних репродукцій насіння конопель».
З 1971 по 2003 рік обіймав посаду завідувача лабораторії селекції і генетики конопель. Паралельно, з 1981 по 1987 рік був заступником директора з наукової роботи, а з 2003 року — працював головним науковим співробітником Всесоюзного науково-дослідного інституту луб'яних культур.
У 1992 році став доктором сільськогосподарських наук, захистивши дисертацію на тему «Створення високопродуктивних сортів конопель без наркотичних властивостей» в Інституті біоенергетичних культур і цукрових буряків НААН.
З 1993 року — за сумісництвом професор кафедри природничих наук Глухівського педагогічного університету імені Олександра Довженка.
Учасник конгресів з луб'яних культур у Познані (1996) та Гельсінкі (1998).
У 2000 році йому присвоїли вчене звання професора за фахом «селекція і насінництво».
Обирався головою Сумського відділення Українського товариства генетиків і селекціонерів імені М. І. Вавилова.
Вчений помер 26 березня 2021 року на 85-му році життя у Глухові.

## Наукова діяльність

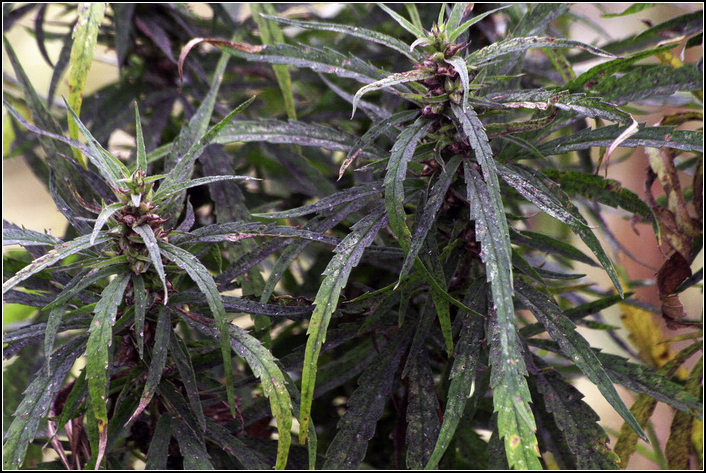
Конопля групи ЮСО

Його основною заслугою є виведення і впровадження в сільське господарство нових сортів конопель, які не містять наркотичних речовин. В ході наукової діяльності займався селекцією конопель в яких знижується вміст канабіноїдних з'єднань.
Є співавтором нових сортів однодомних конопель, таких як ЮСО-14 та ЮСО-31, Дніпровські 6, Золотоніські 11, Дніпровські 14, Глухівські 33, Глера. Всього Вировець вивів понад 15 сортів конопель. Автор 20 свідоцтв і патентів на сорти і винаходи. Деякі з них внесені до Реестру сортів рослин Європейського Союзу та Канади.
Під його керівництвом успішно пройшли захист 8 кандидатів і 2 докторів наук. Входив до складу спеціалізованих вчених рад із захисту кандидатських і докторських дисертацій Харківського інституту рослинництва імені В. Я. Юр'єва, Сумського національного аграрного університету та Херсонського національного технічного університету.
При його співавторстві було видано робота «Конопля» (2011), автор монографії «Селекція ненаркотичних посівної конопель» (2015). Всього В'ячеслав Гаврилович підготував понад 230 наукових робіт, серед яких:
- Межсортовая гибридизация — основной метод создания сортов однодомной конопли // Сб. трудов ВНИИ лубяных культур. Глухов, 1977. Вып. 40 (соавтор);
- Наркотическая активность конопли (Cannabis sativa L.) и перспективы селекции на снижение содержания каннабиноидов // СХБ. 1991. № 1 (соавтор);
- Основные результаты селекционно-семеноводческой работы по конопле // Науч. тр. ВАСХНИЛ. Тех. культуры: Селекция, технология, переработка. Москва, 1991 (соавтор);
- Досягнення і проблеми генетики і селекції конопель // Генетика і селекція в Україні на межі тисячоліть. Достижения и проблемы генетики и селекции конопли // Генетика и селекция в Украине на рубеже тысячелетий), Т. 3. К., 2001.

Входив до складу редколегії періодичного журналу «Industrial Hemp» і «Вісника Сумського національного аграрного університету. Серія „Агрономія і біологія“».
Професор В'ячеслав Вировець був керівником одного з завдань програми НААН «Генетичні ресурси рослин» зі створення базових та ознакових колекцій конопель та льону-довгунця в Україні.

## Громадська діяльність
В'ячеслав Вировець був очільником Глухівського районного комітету ДОСААФ. Також весь час своєї діяльності був лектором товариства «Знання». В останні десятиліття входив до Глухівської регіональної організації «Козацтво Гетьманщини».

## Нагороди та звання
- Медаль «За трудову доблесть» (1977)[9]
- Грамота Президії Верховної Ради УРСР (1982)[9]
- Лауреат премії Української академії аграрних наук «За видатні досягнення в аграрній науці» за роботу «Створення та впровадження високопродуктивних сортів однодомних конопель з відсутністю наркотичних властивостей» (2006)[9]
- Почесна грамота Кабінету Міністрів України (2006)[9]
- Подяка Президії НААН (2016)[9]
- Подяка голови Сумської обласної державної адміністрації (2018)[10]